# 莫斯季斯卡
莫斯季斯卡（羅馬化：Mostyska，發音：[mɔˈstɪsʲkɐ] ⓘ），或更貼近烏克蘭語名译莫斯蒂斯卡，是乌克兰西部利沃夫州亞沃里夫區莫斯蒂斯卡市鎮内的城市及该市镇的行政中心，2020年7月18日前为莫斯季斯卡區的行政中心。該市距離州府利沃夫61公里，面積25.3平方公里，海拔高度220米，2022年人口数量为9,103人。第二次世界大戰期間，納粹德國在1941年10月至1944年8月佔領該市。

## 图集

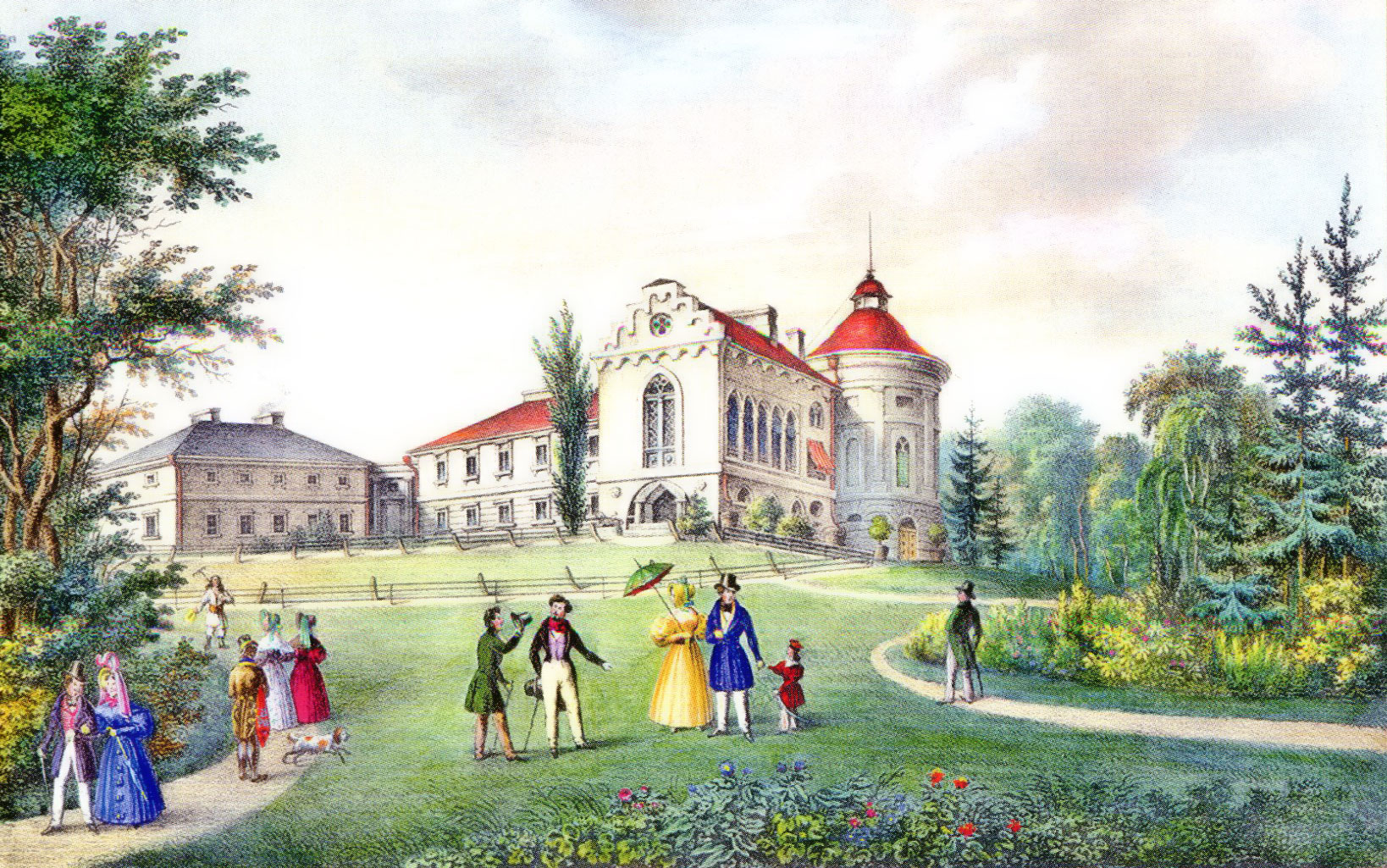
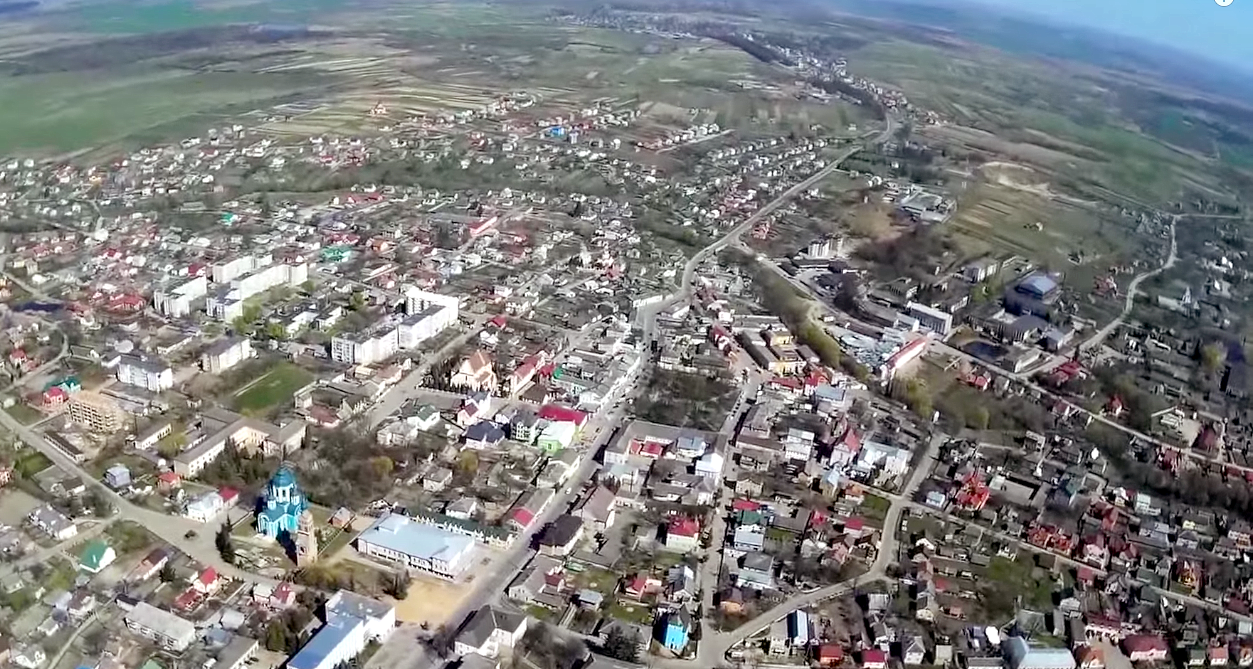
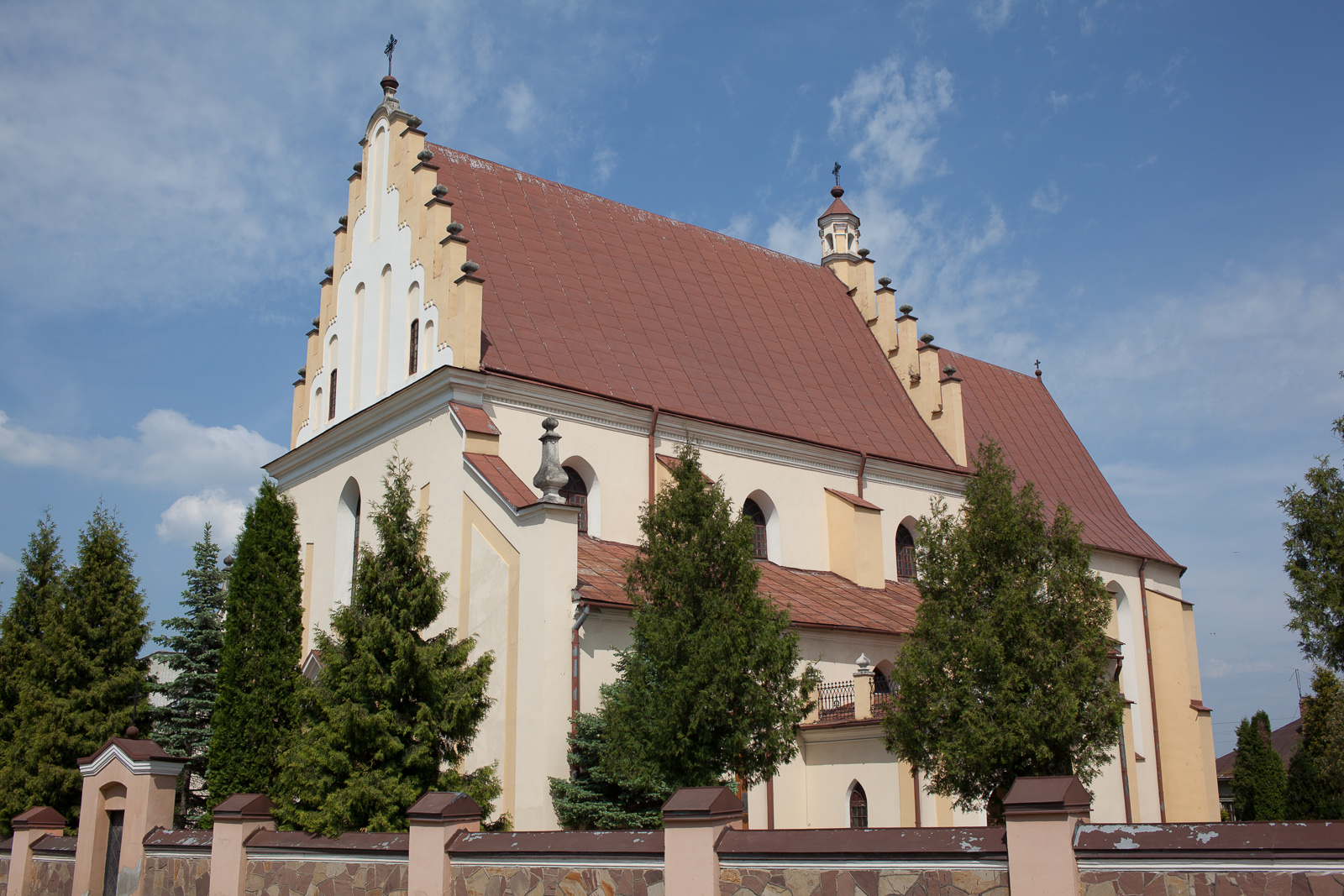
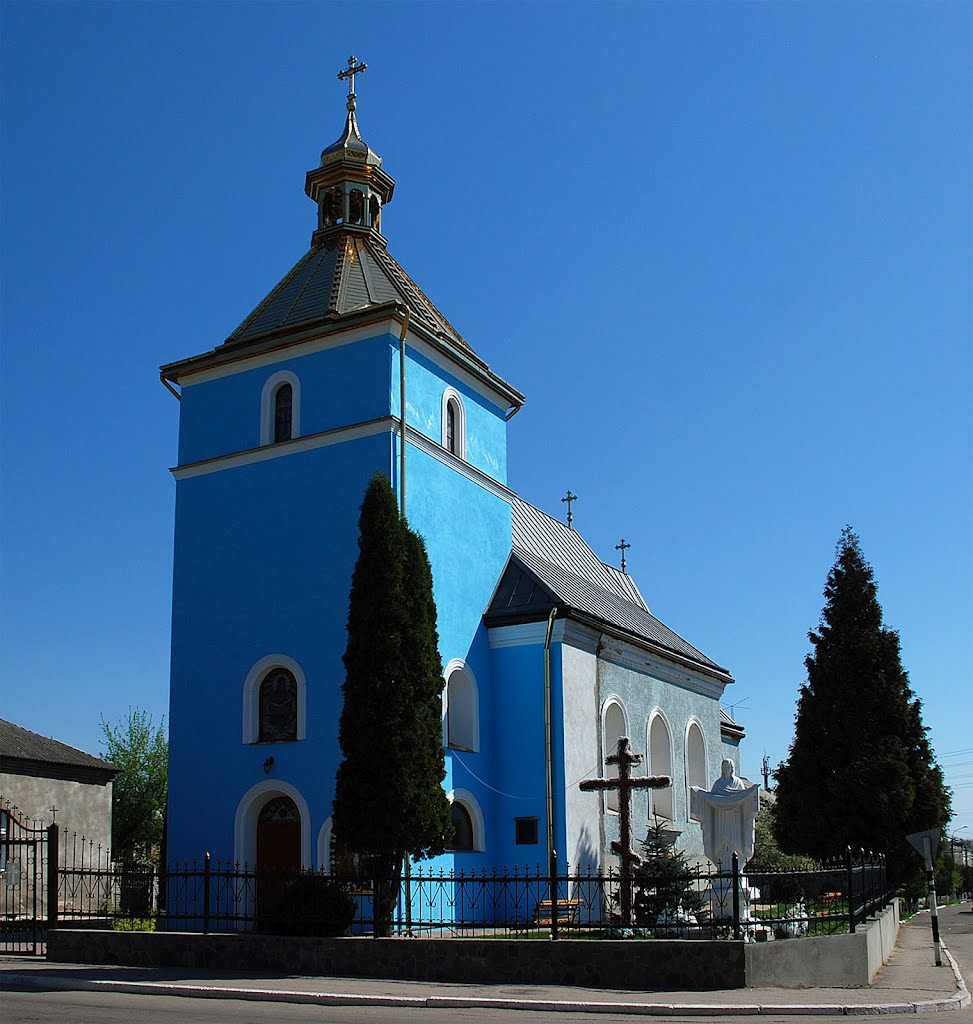